# مرتب‌سازی دست‌نشانده
مرتب‌سازی دست‌نشانده (به انگلیسی: Stooge sort) یک الگوریتم مرتب‌سازی بازگشتی با پیچیدگی زمانی {\displaystyle O(n^{log3/log1.5})=O(n^{2.7095...})} است؛ بنابراین زمان اجرای الگوریتم در مقایسه با الگوریتم‌های مرتب‌سازی کارآمد، مانند مرتب‌سازی ادغامی، بسیار آهسته بوده و حتی آهسته‌تر از مرتب‌سازی حبابی عمل می‌کند.
این الگوریتم نامش را از کمدی بزن و بکوب سه دست‌نشانده گرفته‌است، که یکی از دست‌نشانده‌ها دو دست‌نشانده دیگر را کتک می‌زند.

## پیاده‌سازی
```
 
function
 
stoogesort
(
array
 
L
,
 
i
 
=
 
0
,
 
j
 
=
 
length
(
L
)
-
1
)

     
if
 
L
[
j
]
 
<
 
L
[
i
]
 
then

         
L
[
i
]
 
↔
 
L
[
j
]

     
if
 
(
j
 
-
 
i
 
+
 
1
)
 
>=
 
3
 
then

         
t
 
=
 
(
j
 
-
 
i
 
+
 
1
)
 
/
 
3

         
stoogesort
(
L
,
 
i
  
,
 
j
-
t
)

         
stoogesort
(
L
,
 
i
+
t
,
 
j
)

         
stoogesort
(
L
,
 
i
  
,
 
j
-
t
)

     
return
 
L

```